# Franz Wessel (Politiker)

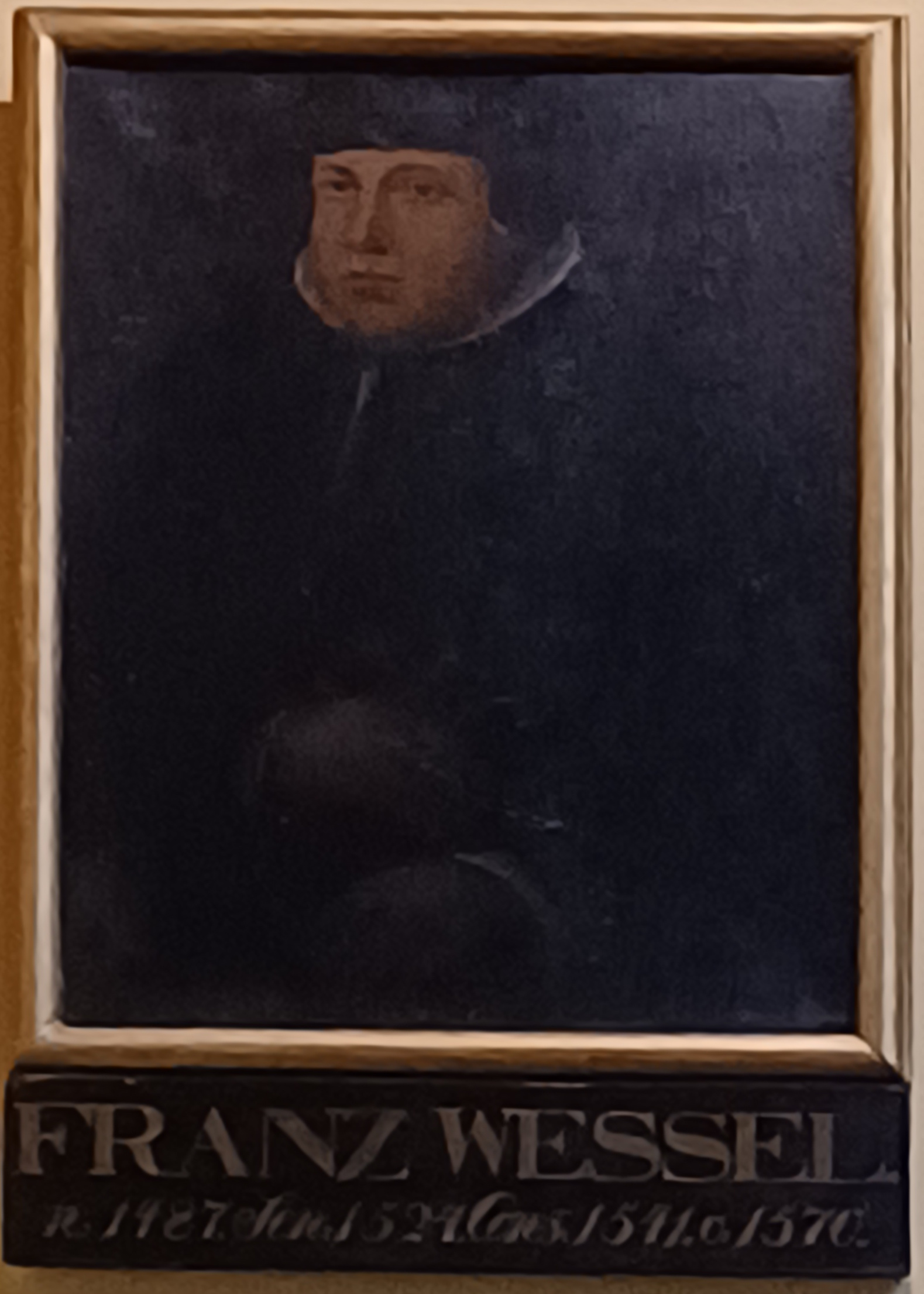
Franz Wessel

Franz Wessel (* 30. September 1487 in Stralsund; † 19. Mai 1570 in Stralsund) war ein deutscher Politiker. Er war 18 Jahre lang Bürgermeister der Hansestadt Stralsund.
Wessel wurde als Sohn des Brauers Hans Wessel und dessen Frau Otke Strelow 1487 geboren. Er besuchte von 1497 bis 1499 die Schule in der Stralsunder Marienkirche. Von 1499 bis 1507 begab er sich auf kaufmännische Reisen nach Dänemark, Schonen und Holland, bei denen er sein eigenes kaufmännisches Wissen und diplomatisches Geschick erwarb und vervollständigte.
In den Jahren 1508 und 1510 unternahm er Wallfahrten, die ihn u. a. nach Santiago de Compostela führten.
Wessel kam durch Erbschaft (sein Vater starb 1509) zu großem Vermögen. Er heiratete 1511 die aus einer alten Ratsfamilie stammende Margarete Lange.
Im Jahr 1511 leitete er die Verteidigung der Stadt gegen die dänischen Angreifer. 1516 wurde er Provisor der Marienkirche, wobei er sich durch den Ersatz morschen Holzes und entwendeter Stahlbeschläge um die Rettung des Bauwerks vor einem drohenden Einsturz verdient machte.
Franz Wessel vertrat früh die Ideen der u. a. durch Christian Ketelhot in Stralsund verbreiteten Reformation. Er wurde 1524 in den Rat der Stadt gewählt und mit der Ordnung der kirchlichen Angelegenheiten beauftragt. Wessel vertrat die Stadt zudem bei Prozessen, Landtagen und Hansetagen sowie bei der Krönung Christians III. 1537 in Kopenhagen.
1541 wurde er zum Bürgermeister seiner Heimatstadt gewählt. Er erlitt am 1. Februar 1559 einen Schlaganfall, von dem er sich nicht mehr erholte. Er verstarb am 15. Mai 1570.
Der Marienkirche schenkte er 1555 eine Bibel, in der er handschriftlich Aufzeichnungen zur Geschichte seiner Stadt eingetragen hatte. Diese Aufzeichnungen sind ein bedeutsames Zeugnis dieser Zeit.
An Wessel erinnert die Franz-Wessel-Straße in Stralsund.